# Nueva Preciosa
Nueva Preciosa är en ort i Mexiko.   Den ligger i kommunen Salto de Agua och delstaten Chiapas, i den sydöstra delen av landet, 700 km öster om huvudstaden Mexico City. Nueva Preciosa ligger 63 meter över havet och antalet invånare är 293.
Terrängen runt Nueva Preciosa är varierad. Runt Nueva Preciosa är det ganska tätbefolkat, med 67 invånare per kvadratkilometer. Närmaste större samhälle är El Limar, 0,86 km nordväst om Nueva Preciosa. I omgivningarna runt Nueva Preciosa växer i huvudsak städsegrön lövskog.